# Middle Fork East Branch Clarion River
Middle Fork East Branch Clarion River (kurz auch Middle Fork) ist ein Bach im Elk County im US-Bundesstaat Pennsylvania. 
Er entspringt im Osten der Gemeinde Jones Township auf ungefähr 665 m Seehöhe. Der Bach fließt in westliche Richtung durch das bewaldete Pennsylvania State Game Lands 25, ein staatliches Jagdgebiet. Unterhalb des East Branch Dam mündet er in den East Branch Clarion River. Der Bach wir von mehreren kleinen Zuflüssen gespeist, der bedeutendste trägt den Namen Maple Run.
Nach Angabe des USGS ist der Middle Fork East Branch Clarion River etwa 8,2 km lang und hat ein Einzugsgebiet von 16,8 km².